# Jarana yucateca

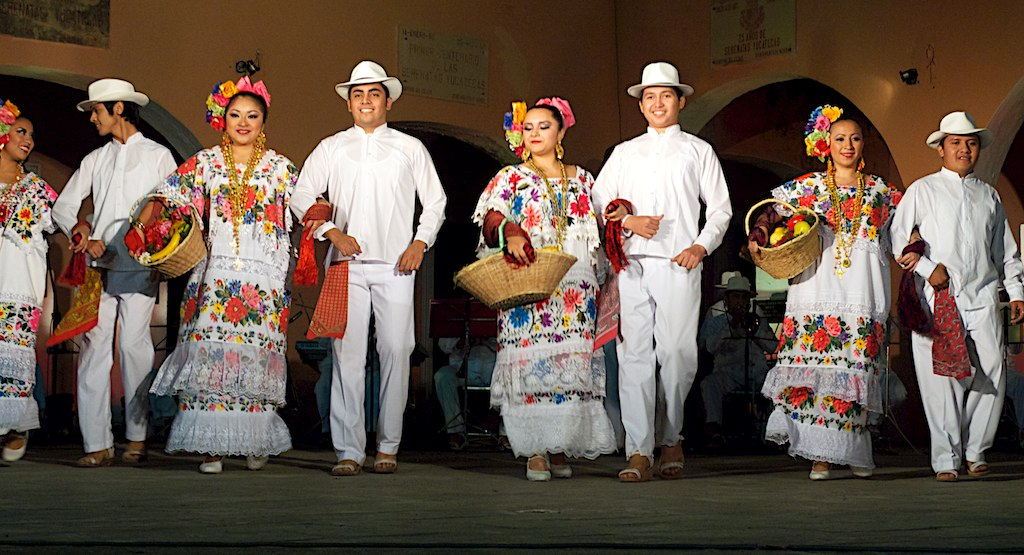
La jarana de Yucatán en una presentación en la Plaza de Santa Lucía, en Mérida, Yucatán

La jarana yucateca es un baile y una forma musical originarios de la Península de Yucatán, México. Jarana según el diccionario quiere decir jolgorio, bullicio, diversión ruidosa de la gente del pueblo. En la época virreinal española, durante los siglos XVII y XVIII, en la Península de Yucatán, los españoles y los criollos solían decir despectivamente cuando empezaban las fiestas populares, "ya empezó la jarana". El pueblo indígena entendió esto como si se refirieran a la música que se tocaba durante las festividades y atribuyó el nombre como genérico a los sones que se interpretaban. Fue así que el baile regional de Yucatán adoptó el nombre de Jarana.

## La tradición
La jarana se baila en las vaquerías que son fiestas originalmente asociadas con el proceso de marcar el ganado y que ahora están relacionadas también a motivos religiosos en los pueblos de Yucatán. En la actualidad la jarana se ha convertido en el baile emblemático de la región y su tema académico y es utilizado para mostrar a los visitantes en general las habilidades de los habitantes y los vestidos típicos del país. En la ciudad de Mérida, capital del estado mexicano de Yucatán, por ejemplo, se cuenta con un gran número de grupos especializados en el baile de la Jarana, que hacen de su arte tema de muestra y orgullo ante la población y los turistas.

## El origen
Podría decirse que tanto la música como los bailables tienen una cierta influencia de la jota aragonesa, y en efecto hay ciertos aires, ritmos y modos que la rememoran, pero es absoluta su originalidad y desde luego, como cualquier otro producto cultural del mestizaje, ancla su raigambre en las dos fuentes que la nutren: lo maya y lo español.

## El baile y la forma musical
El baile se hace normalmente por parejas, que no tienen diferenciados —hombres de mujeres— los pasos que se dan por zapateado, realizando giros con los brazos en alto, en ángulo recto —al mujeres de los bailadores de jota—, manteniendo el tronco del —abdomen hacia arriba— de manera erguida, mientras las extremidades inferiores se mueven al ritmo de la música al igual que los giros y el mecerse de los cuerpos. Esta posición erguida permite a los bailadores sostener objetos en la cabeza sin que se caigan, lo que se convierte en una de las suertes características del baile: los más dotados sostienen una botella llena de líquido o incluso una charola con varios vasos o botellas llenas, sin derramar el contenido.
La jarana 6 x 8 es zapateada, movimiento vivo marcador a dos tiempos, como en el caso de la tradicional Angaripola. La otra métrica, la jarana 3 x 4, tiene el tiempo del vals y es la más parecida a la jota aragonesa. A esta modalidad, que era exclusivamente para ser bailada, le han agregado textos en rima ya sea añadiendo un verso a la música preexistente o musicalizando un verso, generalmente corto y del género picaresco, al que se denomina "bomba". En un momento determinado, en el curso del baile, que suele durar 20 minutos y hasta media hora, se detiene la música y el baile y se suelta la "¡bomba!", que hace reír a los participantes y al público en general:

"De tu ventana a la mía hay un paso.... Yo quise darlo y me di un trancazo...,

o bien,

Quisiera ser zapatito para calzar tu lindo pie y ver de vez en cuando lo que el zapatito ve.

 Y sigue la música y el baile y el fandango y la jarana.
Otra suerte del baile es ejecutarlo sobre un almud, cajoncillo de madera que servía a los árabes como medida para comprar y vender granos y que se utilizó en Yucatán para la medición de maíz desgranado. Por las pequeñas dimensiones del almud, se requiere de una habilidad especial para que el baile luzca.
Las parejas que bailan jarana lo hacen ataviadas del típico traje regional. Ellas, con el tradicional terno (porque consta de tres piezas) yucateco, adornado con espléndidos bordados en punto de cruz, de muy diversos colores y diseños, pero principalmente de flores estilizadas. Ellos, con el traje denominado de mestizo, consistente en una sencilla guayabera blanca con un pantalón también enteramente blanco y alpargatas, que son el calzado tradicional de los mayas.

## El conjunto musical o Charanga jaranera
Consta, el conjunto que acompaña a los bailadores, de algunos elementos esenciales: dos trompetas, dos clarinetes, un trombón, un saxofón-tenor, un contrabajo, dos timbales y un güiro. Puede crecer más hasta formar pequeñas orquestas como la Orquesta Típica Yucalpetén, que acompaña en una fiesta ya tradicional, todos los jueves por la noche en la Plaza de Santa Lucía, en la Ciudad de Mérida, Yucatán, a los conjuntos jaraneros más renombrados de la región que ahí hacen sus presentaciones para deleite de propios y extraños.

## Canción
| Versión maya yucateco                                                                                                   | Versión español |
| --- | --- |
| Kolonte’, kolonte’ jaranero Kolonte’, kolonte’ jaranero, Kolonte’, kolonte’ jaranero.                                   | Pájaro carpintero, pájaro carpintero jaranero Pájaro carpintero, pájaro carpintero jaranero Pájaro carpintero, pájaro carpintero jaranero Pájaro carpintero, pájaro carpintero jaranero       |
| Ko’oten waaye’ Vaquerito Taasten juntúul Toro piinto Men k’abe’eten chéen u paanza Ti’al u jaant Doña Paanchaj.         | Venga aquí vaquerito Tráigame un toro pinto Porque necesito solamente la panza Para que coma doña Pancha                                                                                      |
| Kolonte’, kolonte’ jaranero Kolonte’, kolonte’ pico de oro, Kolonte’, kolonte’ jaranero Kolonte’, kolonte’ pico de oro. | Pájaro carpintero, pájaro carpintero jaranero Pájaro carpintero, pájaro carpintero pico de oro Pájaro carpintero, pájaro carpintero jaranero Pájaro carpintero, pájaro carpintero pico de oro |
| Ko’oten waye’ Vaquerito Taasten juntul Toro piinto Tumen k’aabe’eten u k’eule Ti’al u xanab Doña Paanchaj.              | Venga aquí vaquerito Tráigame un toro pinto Porque necesito el cuero Para el zapato de Doña Pancha.                                                                                           |
| Kolonte’, kolonte’ jaranero Kolonte’, kolonte’ pico de oro Kolonte’, kolonte’ jaranero Kolonte’, kolonte’ pico de oro.  | Pájaro carpintero, pájaro carpintero jaranero Pájaro carpintero, pájaro carpintero pico de oro Pájaro carpintero, pájaro carpintero jaranero Pájaro carpintero, pájaro carpintero pico de oro |
| Kooten waye’ Vaquerito Taasten juntul Toro pinto Tumen k’aabeten Chéen un baak Tilu yuustej Dooñaa Paaanchaaj.          | Venga aquí vaquerito Tráigame un toro pinto Porque necesito Solamente el cuerno Para que sople doña Pancha.                                                                                   |

## Galería de imágenes

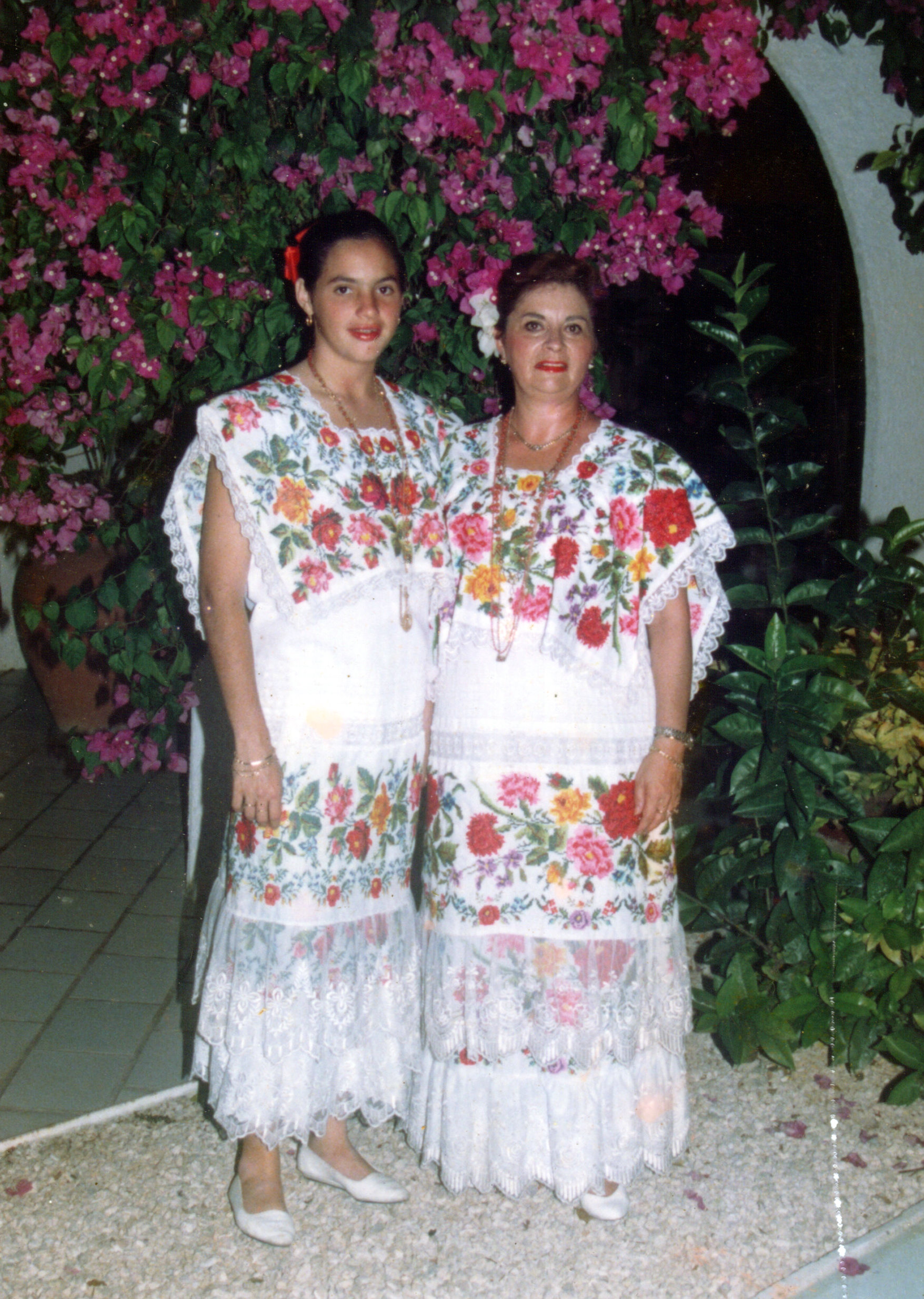
Yucatecas ataviadas con el traje regional de Yucatán.
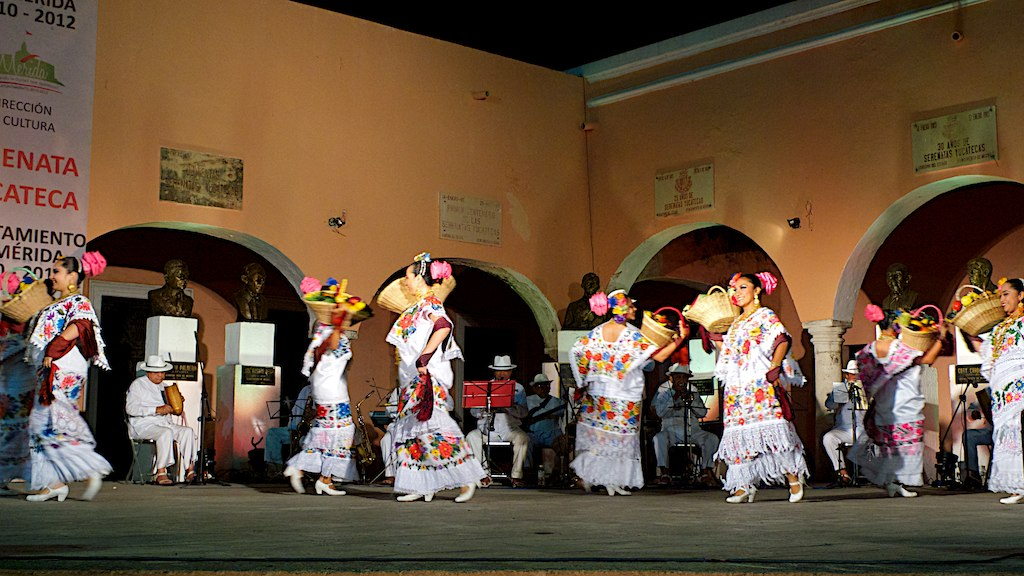
Conjunto jaranero del Ayuntamiento de Mérida bailando jaranas en la Plaza de Santa Lucía en Mérida.
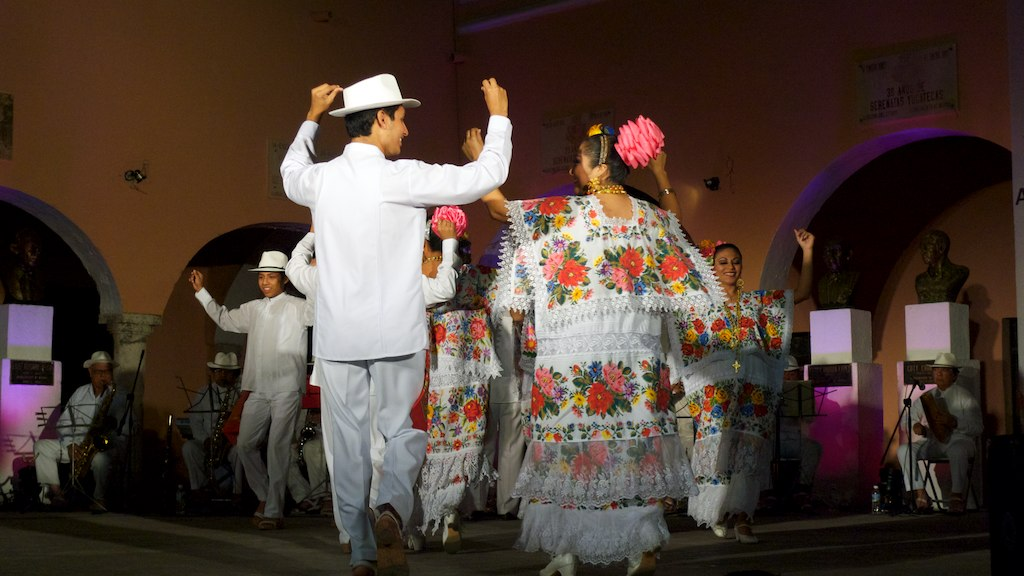
Conjunto jaranero del Ayuntamiento de Mérida.
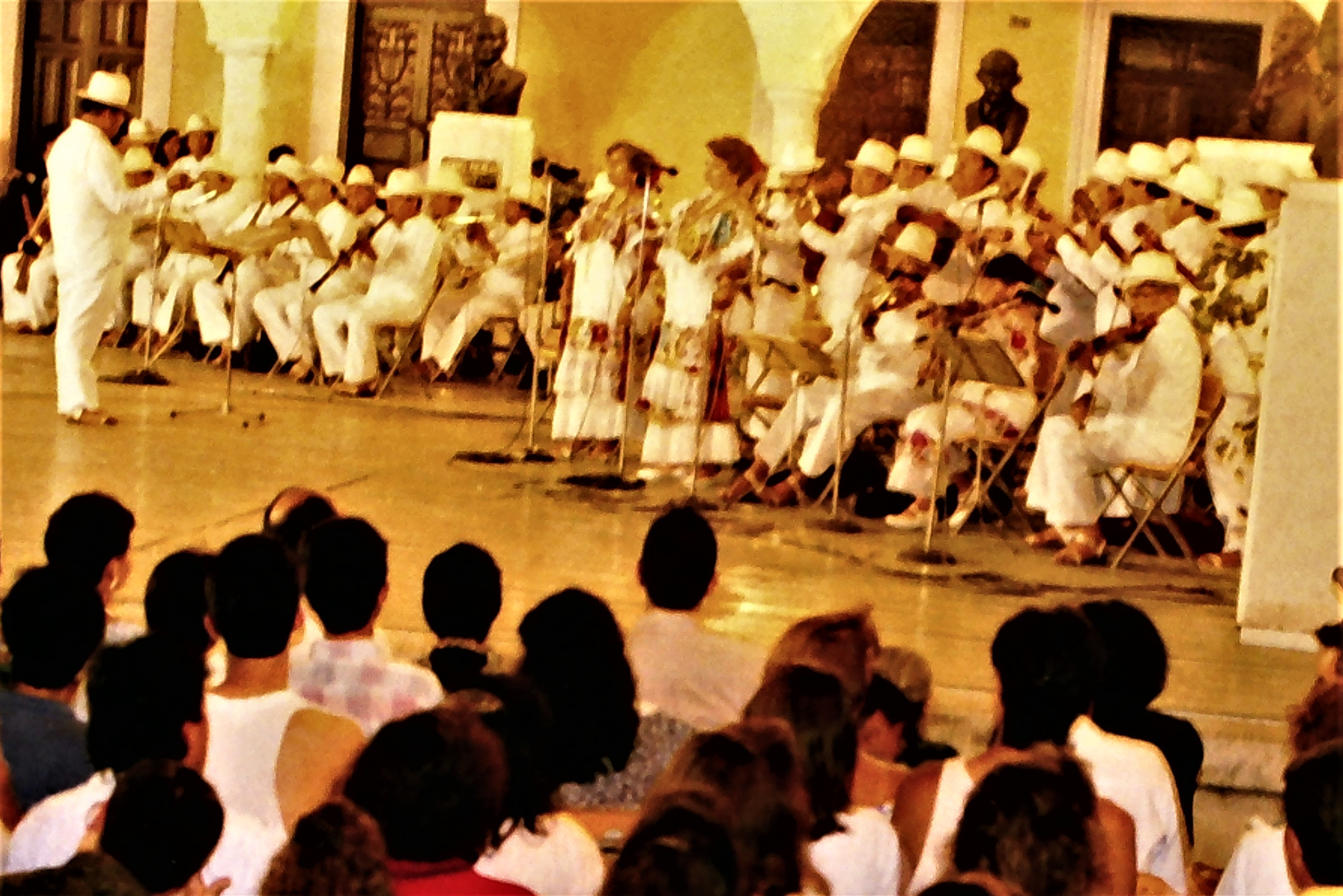
La Orquesta Típica Yucalpeten y cantantes decidoras de bombas, jarana, Plaza Santa Lucía, Mérida, Yucatán, México, 1987.
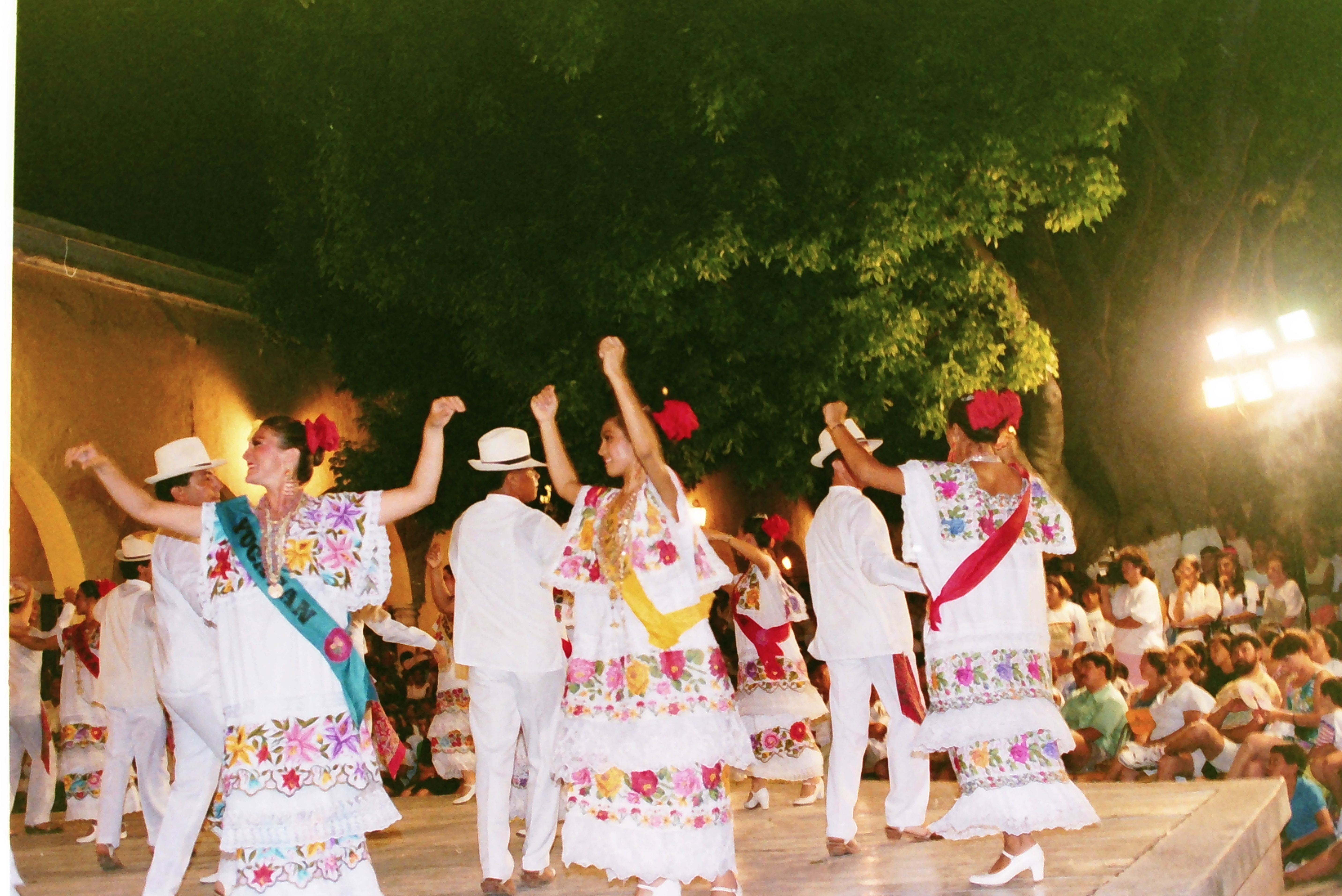
Jarana, Plaza Santa Lucía, Mérida, Yucatán, México, 1987.
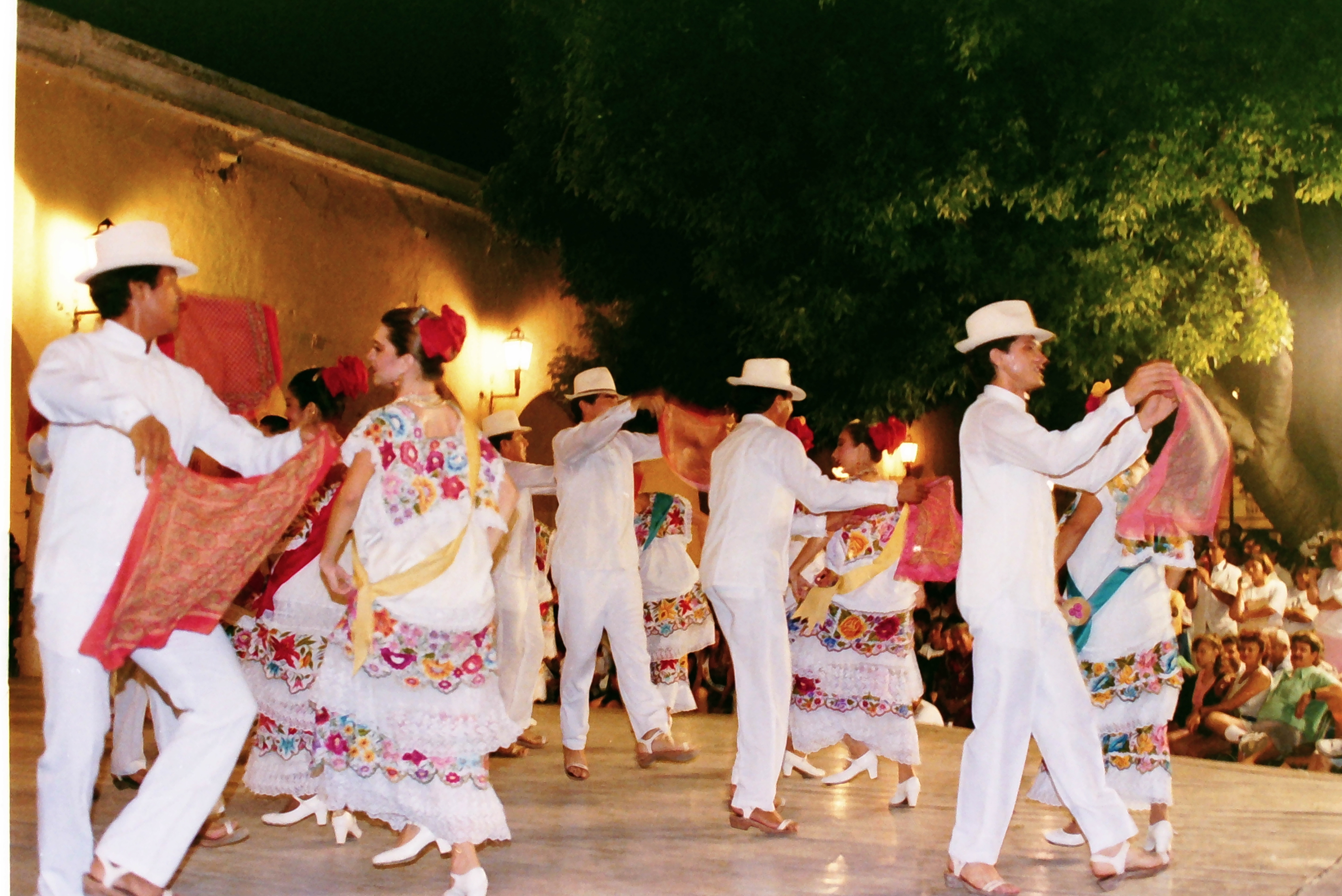
Danza Jarana, Plaza Santa Lucía, Mérida, Yucatán, México, 1987.
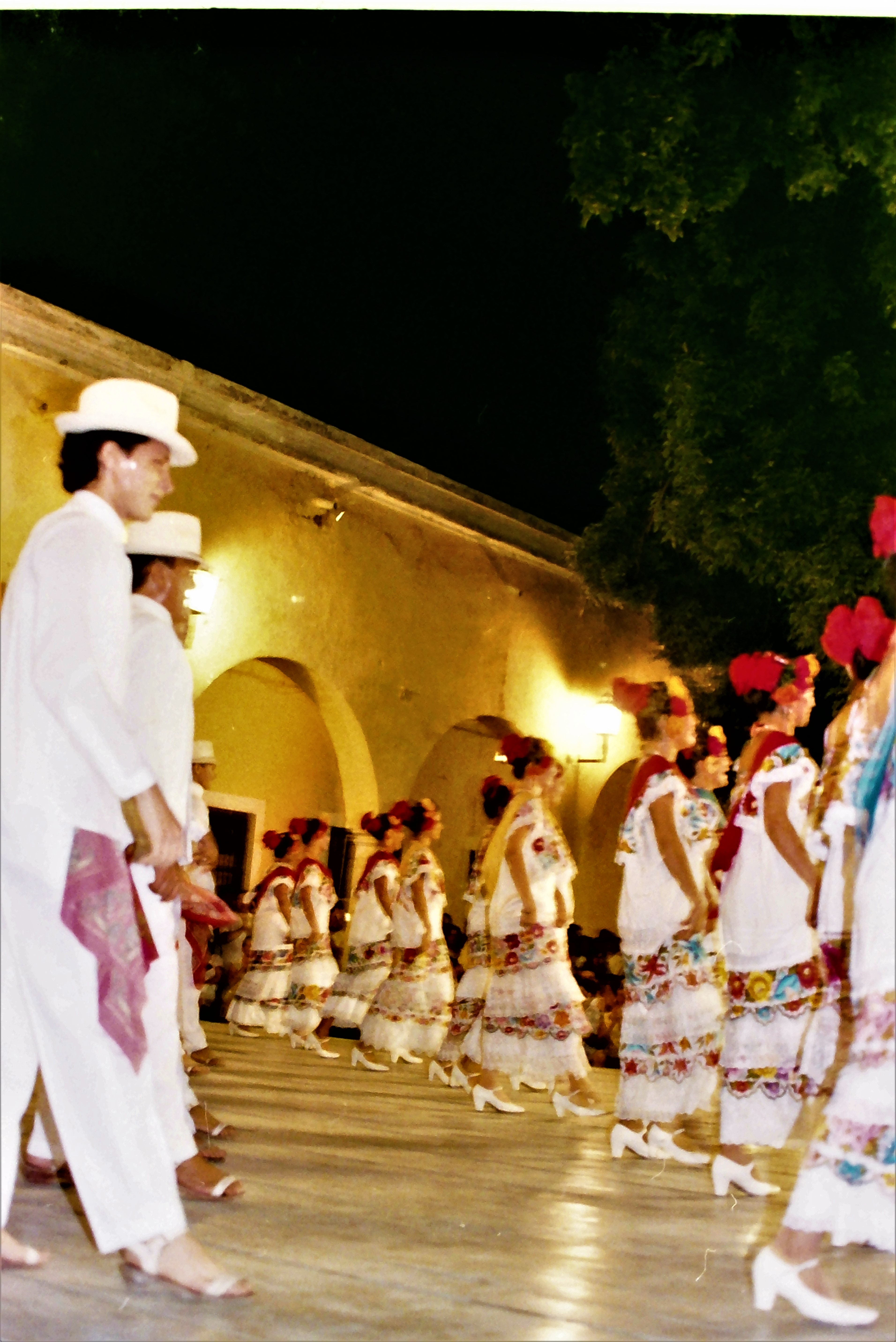
Danza Jarana, Plaza Santa Lucía, Mérida, Yucatán, México, 1987.
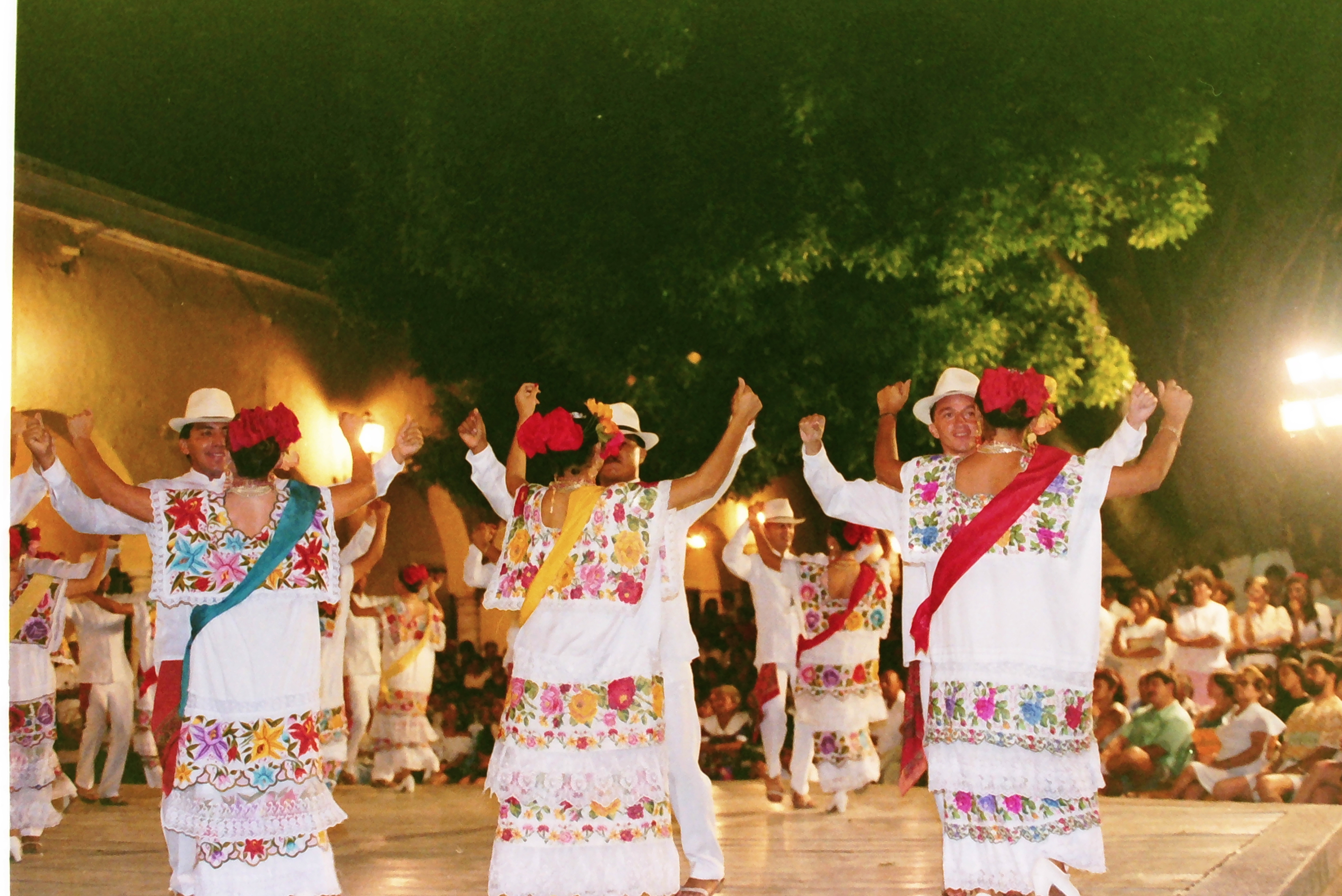
Danza Jarana, Plaza Santa Lucía, Mérida, Yucatán, México, 1987.
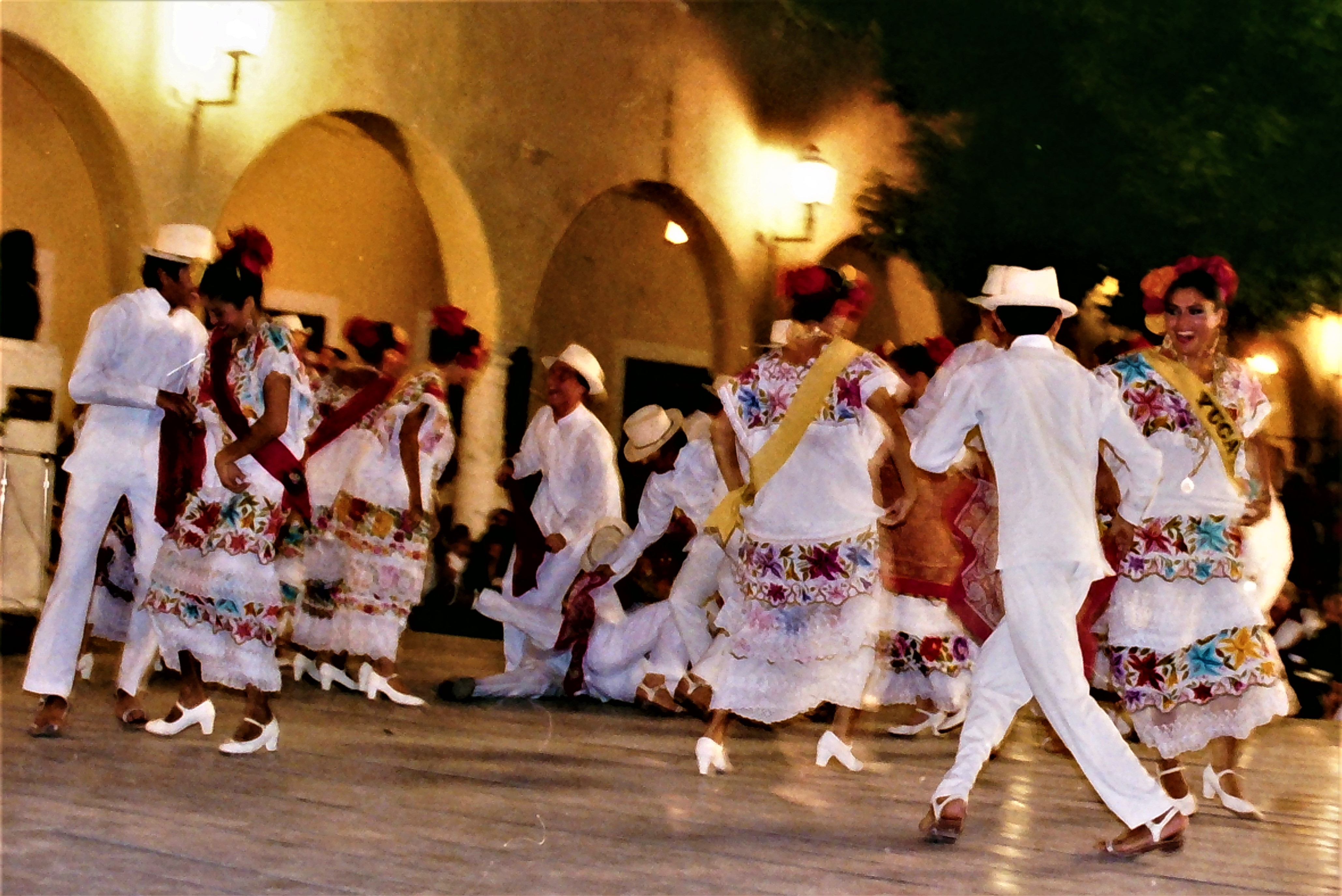
Danza Jarana con caída, Plaza Santa Lucía, Mérida, Yucatán, México, 1987.
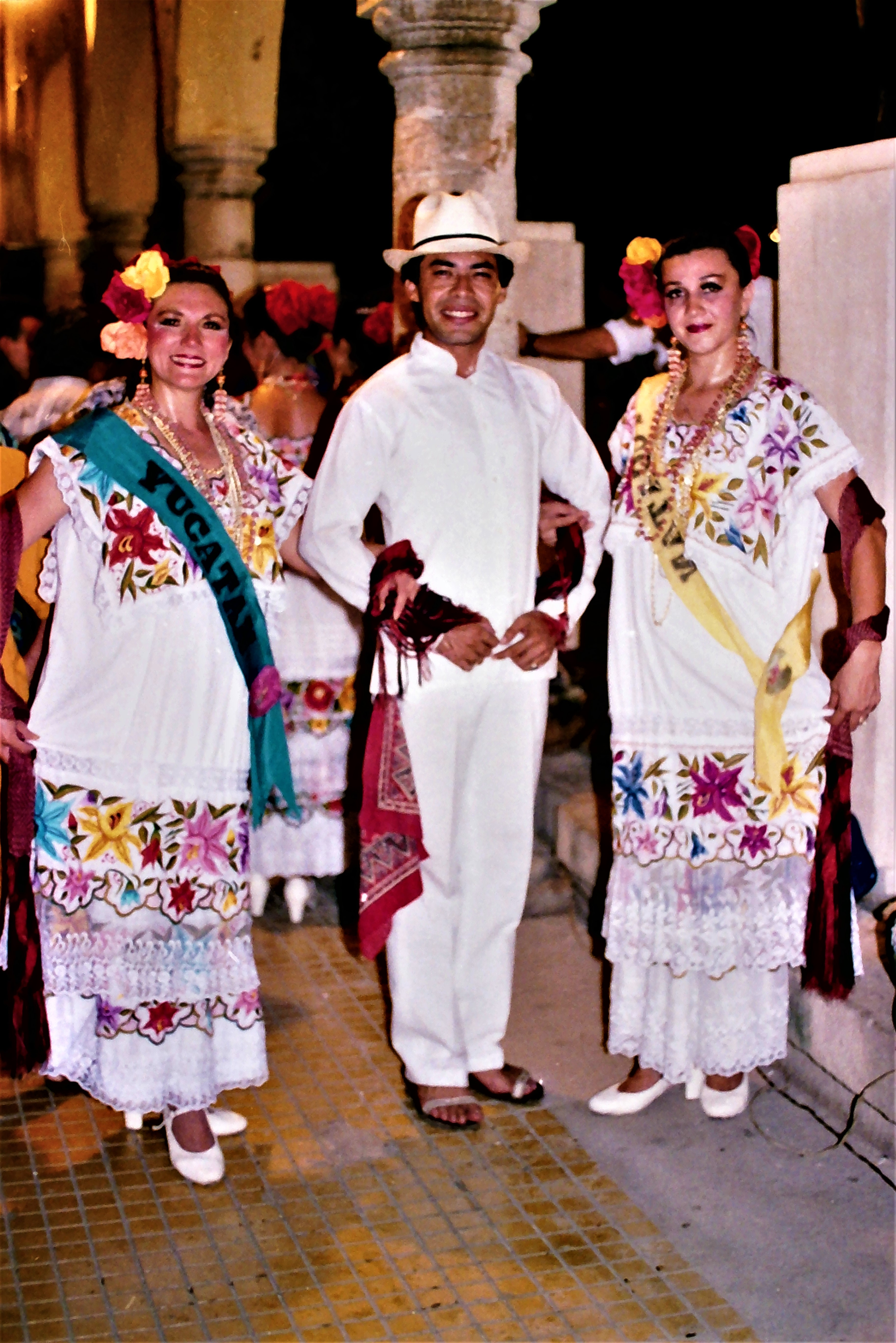
Bailarines jaraneros, Plaza Santa Lucía, Mérida, Yucatán, México, 1987.